# Monroe Township (hrabstwo Middlesex)
Monroe Township – miejscowość w hrabstwie Middlesex w stanie New Jersey w USA. Miejscowość powstała w 1838, została nazwana na cześć prezydenta Stanów Zjednoczonych Jamesa Monroego. Według danych z 2010 roku Monroe zamieszkiwało ponad 39 tys. osób.

## Demografia

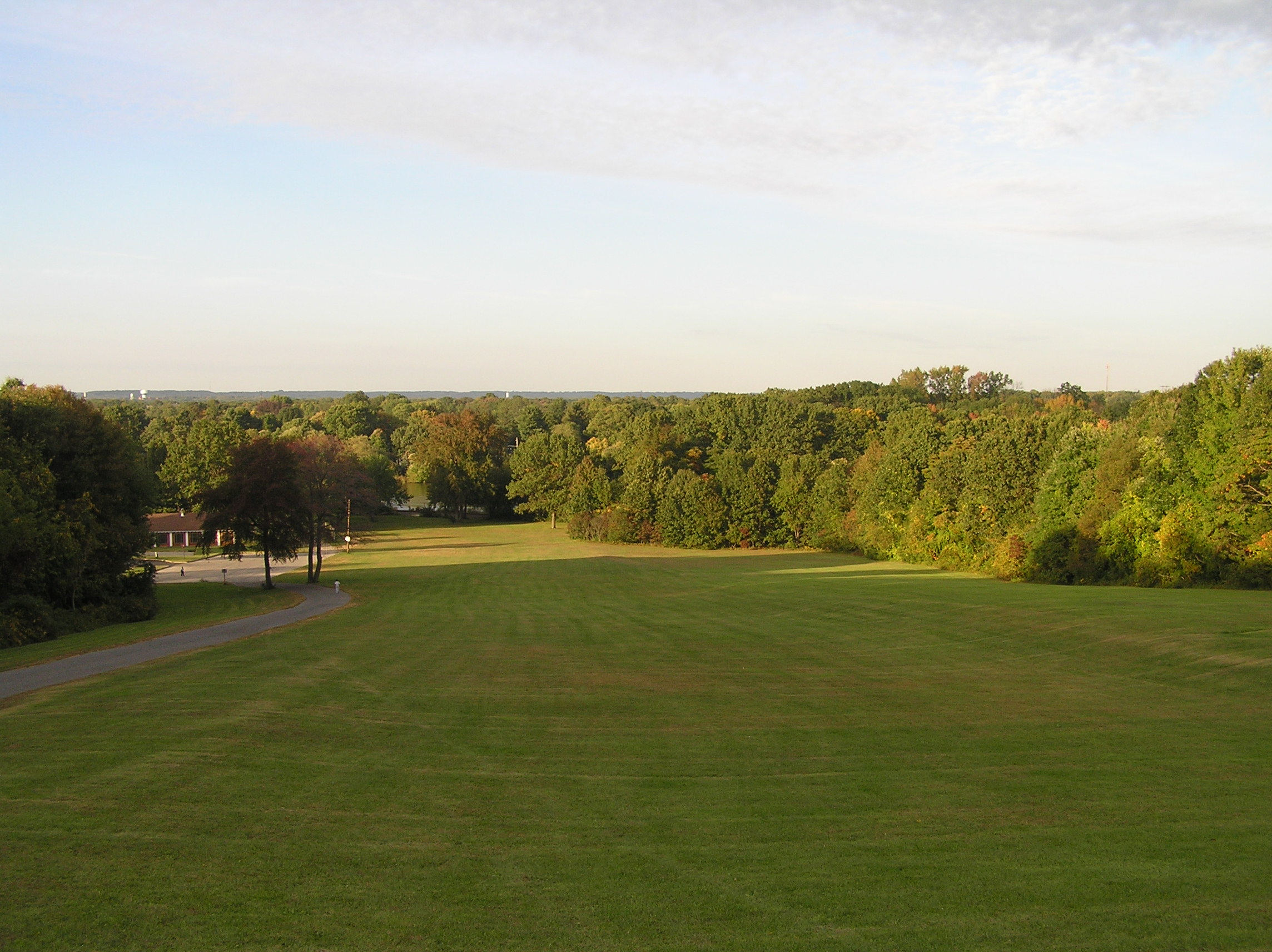
Widok okolicy Monroe
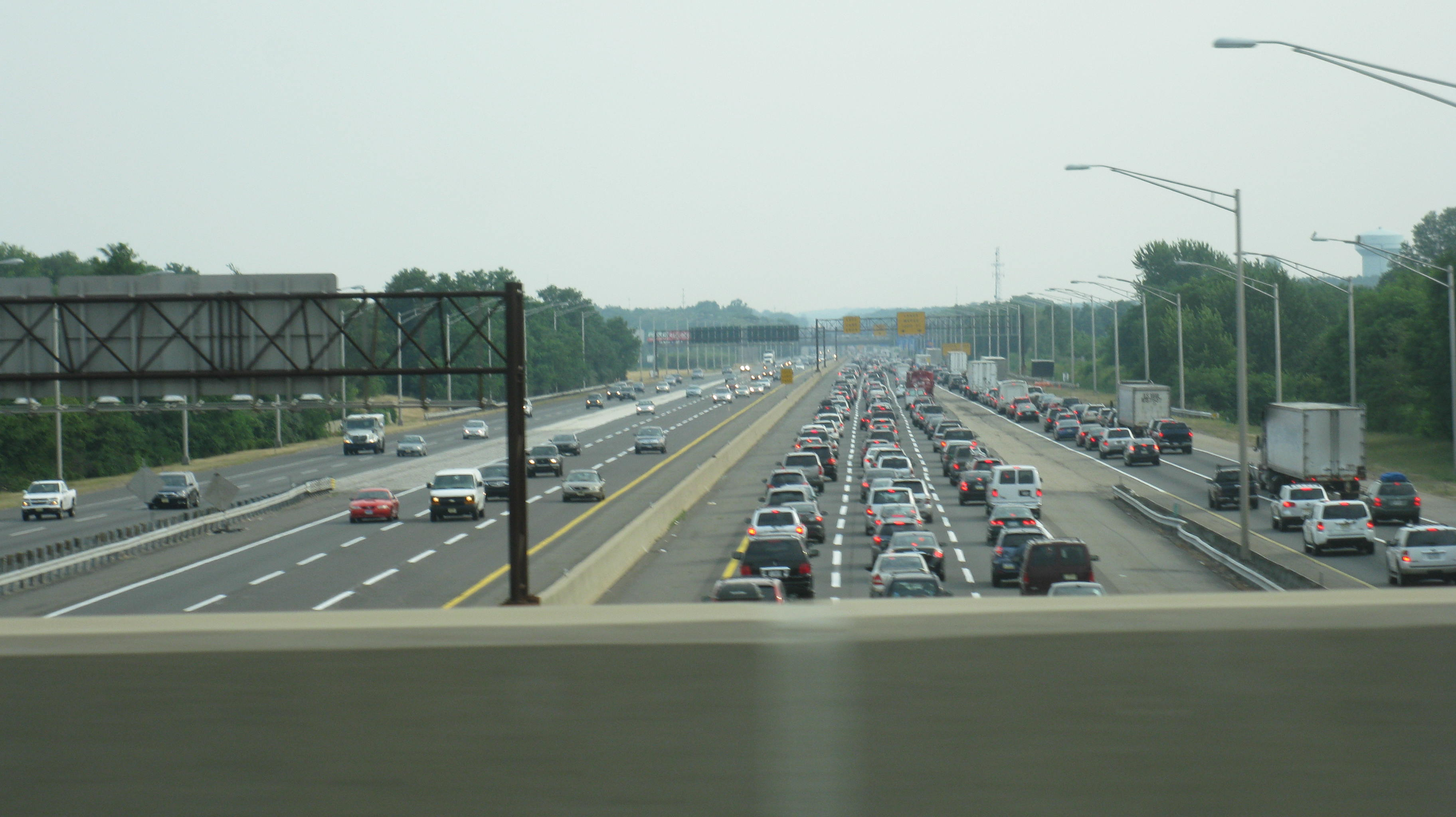
Korek na odcinku płatnej autostrady New Jersey Turnpike w okolicach Monroe